# Filodemo
Filodemo é uma comédia de Luís de Camões. 
Foi composto na Índia e dedicado ao vice-rei Dom Francisco Barreto. É uma comédia de moralidade em cinco atos, de acordo com a divisão clássica, sendo das três que se lhe atribuem a que se manteve mais viva no interesse da crítica pela multiplicidade de experiências humanas que descreve e pela agudeza da observação psicológica. O tema versa sobre os amores de um criado, Filodemo, pela filha, Dionisa, do fidalgo em casa de quem serve, com traços autobiográficos. Como as suas duas outras peças, o conteúdo geral da obra combina o nacionalismo e a inspiração clássica, na tradição das comédias de Gil Vicente.